# District de Honghuagang
Le district de Honghuagang (红花岗区 ; pinyin : Hónghuāgǎng Qū) est une subdivision administrative de la province du Guizhou en Chine. Il est placé sous la juridiction de la ville-préfecture de Zunyi.